# El rey perdido
El rey perdido es el primero de los cuatro títulos que componen el ciclo La estrella de los guardianes, escrito por Margaret Weis, junto con La revelación de un rey, El sacrificio de un rey y La legión fantasma.

## Argumento
Dion Starfire vive en el alejado planeta Syrac 7 con su mentor Platus Morianna. A sus 17 años lleva una tranquila existencia sin sospechar que en realidad es el heredero de un trono desaparecido años atrás. Esta existencia llega a su fin cuando el antiguo Guardián, y ahora Señor de la Guerra, Derek Sagan les localiza. Puesto sobre aviso, Platus contacta con Mendaharin Tusca, "Tusk", para que ponga a Dion a salvo sacándole del planeta. Dion y Tusk consiguen escapar, pero no así Platus, que enfrentado a Sagan prefiere poner fin a su vida antes de ser capturado e interrogado sobre el paradero de Dion. Dion y Tusk se dirigen al planeta Vangelis para encontrarse con el general John Dixter, antiguo general en tiempos de la monarquía que ahora dirige un grupo de mercenarios.

### El vínculo mental
Aparte del propio Sagan, tan sólo queda un Guardián con vida, Lady Maigrey Morianna, exiliada en un pequeño planeta desde la noche de la revolución. Sagan y Maigrey están unidos por un extraño fenómeno conocido como vínculo mental, que se da a veces entre miembros de la estirpe real. El vínculo mental permite a dos miembros de la estirpe real compartir sus pensamientos sin al parecer importar la distancia. Sagan y Maigrey descubrieron este vínculo en la Academia para miembros de la estirpe real, donde sus mentores también les enseñaron a escudar en cierta medida los propios pensamientos del otro. La noche de la revolución este vínculo se quebró, pero ahora ha vuelto a manifestarse y permite a Sagan encontrarla e ir a buscarla. Consciente de esto, Maigrey piensa en suicidarse, pero el fantasma de su hermano Platus la convence de que su deber es permanecer y defender a Dion. Sagan la arresta y la lleva a su nave para someterla a juicio por crímenes contra el pueblo.

### El ritual
Informado de una rebelión en su sector, Sagan se dirige al planeta Vangelis para sofocarla. Las fuerzas que luchan con los rebeldes son precisamente las del general Dixter. Dion decide viajar voluntariamente a la nave de mando de Sagan para afrontar su destino. Una vez allí, Sagan y Maigrey le cuentan quién era su familia (Dion es hijo del hermano del antiguo rey, y tras las muertes de la noche de la revolución, el heredero al desaparecido trono). Los tres realizan un ritual de iniciación propio de la estirpe real en el que parece que a Dion se le ha concedido el poder de la estirpe real pero no la facultad de utilizarlo.
Sagan es profundamente creyente. Hijo de un sacerdorte de la orden de Adamante, fue criado en el monasterio de la orden hasta que tuvo la edad suficiente para comenzar a estudiar en la Academia para los miembros de la estirpe real. Allí fue donde conoció a Maigrey y donde descubrieron su vínculo mental. Está convencido de la existencia de un plan del Creador que le concierne a él y tal vez a Dion. Dion, por su parte, es profundamente ateo, a causa de la educación recibida de su mentor, y no termina de aceptar ni de creer el ritual.

### La espada sanguínea
Tras ser juzgada y condenada a muerte, Maigrey reta a Sagan a un combate con espadas sanguíneas, de acuerdo con una tradición de la estirpe real. La espada sanguínea era el arma propia de los guardianes. Tenía unas agujas en la empuñadura que su portador insertaba en la palma de su mano. La espada introducía entonces en su torrente sanguíneo un flujo de micro-máquinas que conectaban a Guardián y espada, tomando ésta la energía de aquel. La espada sanguínea era un arma de increíble fuerza; podía atravesar incluso el acero de gravedad cero, y además tenía otras facultades, como servir de escudo o permitir que dos guardianes que estuvieran empuñando la espada compartieran sus pensamientos (algo parecido al vínculo mental pero más débil). Cualquiera que intentara empuñar una espada sanguínea sin pertenecer a la estirpe real, moriría de un cáncer debido a la reacción de las micro-máquinas con su cuerpo.
Trabados Maigrey y Sagan en combate, de pronto una amenaza mucho mayor aparece: los corasianos, una raza que habita en una galaxia cercana, han lanzado un ataque a gran escala sobre las fuerzas de Sagan, que se ve obligado a pedir ayuda a Dixter para combatirles. Sospechando que cuando termine la batalla Sagan traicionará a los mercenarios, Dion parte hacia la nave de Dixter para advertirles del peligro. Así termina el primer libro.

## Sagan y Maigrey
En este primer libro ya se comienza a observar la especial relación que mantienen dos de los personajes fundamentales de la saga. Unidos por el vínculo mental, Sagan y Maigrey están muy próximos el uno al otro: pueden llegar a compartir pensamientos y sentimientos y a leer la mente del otro en ciertas ocasiones. Tras conocerse en la Academia para miembros de la estirpe real, ambos fueron parte del legendario Escuadrón Dorado, un cuerpo de élite de los guardianes comandado por Sagan que realizó grandes hazañas en los tiempos de la monarquía. Otros miembros de este escuadrón eran los guardianes Platus Morianna y Danha Tusca (el padre de Tusk). Durante esta época parece que llegaron a ser amantes, al menos en una ocasión. La noche de la revolución, Maigrey decidió no apoyar a Sagan y mantenerse fiel a su juramento para con su rey, tras lo que el vínculo mental se rompió. Ahora se ha creado de nuevo y es más fuerte que nunca.